# Rajons de Riga
Le rajons de Riga  entourait la capitale de la Lettonie et ils comprenait les villes de Riga et Jurmala dans le centre du pays. Les rajons ont été supprimés par la réforme administrative de 2009.
Il est divisé en 7 pilsetas et 17 pagasti.

## Population (2000)
Au recensement de l'an 2000, le district avait 144 346 habitants, dont :
- Lettons : 92 009 personnes, soit 63,74 %.
- Russes : 35 988 personnes, soit 24,93 %.
- Biélorusses :  6 284 personnes, soit  4,35 %.
- Ukrainiens :  3 808 personnes, soit  2,64 %.
- Polonais :  2 682 personnes, soit  1,86 %.
- Lituaniens :  1 508 personnes, soit  1,04 %.
- Autres :  2 067 personnes, soit  1,43 %.

Le terme Autres inclut notamment des ressortissants issus de l'ex-URSS (Estoniens, Moldaves...), ainsi que des Roms.